# 中国大百科全书
《中国大百科全书》由中国大百科全书出版社出版，是中華人民共和國第一部大型综合性百科全书，也是世界上較大规模的百科全书之一。首倡者为翻译家、中国大百科全书出版社总编辑姜椿芳。 該百科全書的條目都會附上作者的名字。
2009年，《中国大百科全书》入选中国图书商报社和中国出版科学研究所联合主办评选的“新中国60年中国最具影响力的600本书”。

## 历史
1975年获释后，姜椿芳开始酝酿发起中国大百科全书。 1978年，中国国务院决定编纂《中国大百科全书》，并于当年11月成立中国大百科全书出版社负责此项事宜。全书编辑过程历时15年（1978年—1993年9月18日），共有2万多位专家参与编写。1993年，全书第一版出齐，共計74卷。
第二版的編輯工作於1995年12月经国务院批准正式立项，2009年4月16日正式出版，总计32卷（正文30卷、索引2卷）。
2017年，第三版开始进行编写工作。2019年7月，中国大百科全书网络平台上线。2021年7月24日，第三版首批条目发布。2023年2月底， 中国大百科全书第三版集中发布，共发布50万个网络版条目、10卷纸质版图书。

## 内容
《中国大百科全书》第一版的内容包含66门学科，8万个条目，共计1.264亿汉字及5万餘幅插图。全书共计74卷，包括哲学、社会科学、文学艺术、文化教育、自然科学、工程技术等各个学科和领域。第一版特殊之处在于其按照学科領域来编排条目，而非全书统一按照条目音序排列。这就使得它的每一本分册都可以看成这个領域的专用词典。该书出版了简明版、光盘版及网络版等多种版本。
第二版总计32卷（正文30卷、索引2卷）、6万个条目、约6千万字、3万幅插图、1千幅地图。與第一版不同，它並未按領域編排條目，而直接按條目的漢語拼音字母順序排列。
第三版分网络版与纸质版两种。网络版总条目50万条，2021年7月首批条目发布，2022年12月底集中发布，总计约5亿字，分为专业、专题、大众等板块，辅以视频等媒体以满足不同读者需求。另包括介绍中国的英文专题“About China”，收录条目约1000条。纸质版条目从网络版中选出，恢复第一版按学科领域编排条目的做法，设计规模为80卷，总计字数约1.2亿至1.5亿字，截至2023年2月已出版10卷。

## 卷帙
第一版：
天文學、外國文學（2卷）、體育、戲曲‧曲藝、環境科學、紡織、法學、礦冶、力學、教育、固體地球物理學·測繪學·空間科學、航空·航天、民族、交通、考古、電子學與計算機（2卷）、中國文學（2卷）、土木工程、大氣科學·海洋科學·水文科學、哲學（2卷）、物理學（2卷）、機械工程（2卷）、化工、宗教、語言·文字、建築·園林·城市規劃、經濟學（3卷）、數學、音樂·舞蹈、化學（2卷）、軍事（2卷）、戲劇、世界地理、農業（2卷）、外國歷史（2卷）、自動控制與系統工程、地理學、新聞·出版、電影、美術（2卷）、中國歷史（3卷）、生物學（3卷）、中國地理、心理學、圖書·情報·檔案、社會學、政治學、水利、現代醫學（2卷）、輕工、地質學、文物·博物、電工、傳統醫學、财政·税收·金融·价格、及索引（1卷），共74卷。

## 版本
- 《中国大百科全书（简明版）》（12卷），2004年4月末
- 《中国大百科全书》（精粹本）
- 《中國大百科全書》繁體中文版
- 《中國大百科全書智慧藏》網域（intranet）版
- 《中国大百科全书（简明）·金山词霸版》
- 《中国大百科全书》图文数据光盘（24张）
- 《中国大百科全书(第二版)》，2009年4月出版，ISBN 9787500079583
- 《中国大百科全书》维吾尔文版，2015年9月出版
- 《中国大百科全书》第三版网络版，2021年7月上线

## 法律纠纷
2012年9月27日，北京市第二中级人民法院一审认定App Store未经授权为用户提供付费应用程序下载《中国大百科全书·中国历史卷》第一版第三册的全部内容，侵犯了中国大百科全书出版社有限公司的著作权，判决苹果公司赔偿52万元。

## 外部連結
- （简体中文）中国大百科全书第三版网络版
- （简体中文）中国大百科全书数据库
- （繁體中文）中國大百科全書智慧藏
- （简体中文）中国大百科全书出版社